# Lentzweiler
Lentzweiler (luxembourgeois : Lenzweiler) est une section de la commune luxembourgeoise de Wincrange située dans le canton de Clervaux.